# ひょうたん揚げ

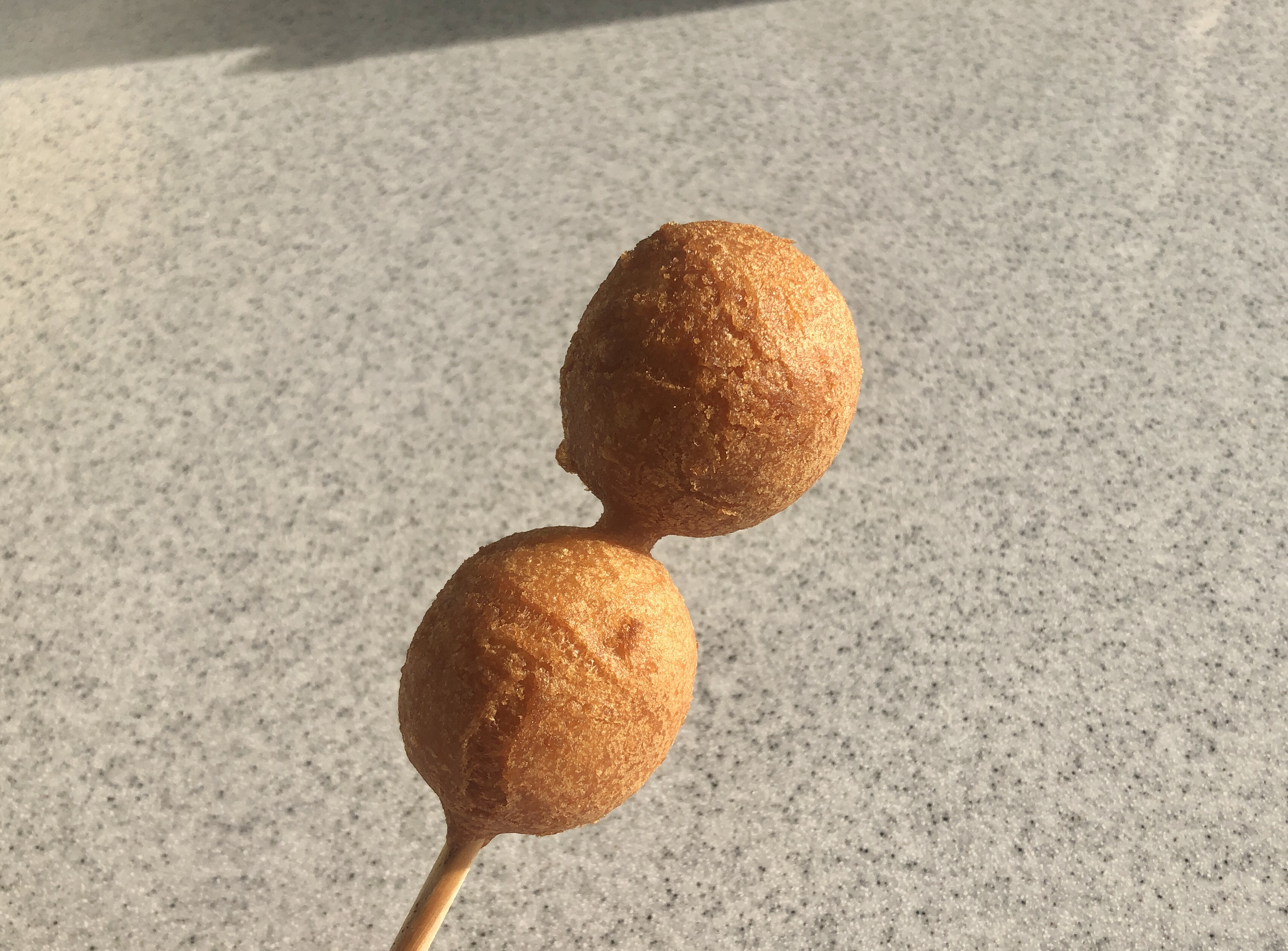
外観

ひょうたん揚げ（英:Fish Boll Donuts）はボール状の蒸しかまぼこを、ほんのり甘い衣で包んで揚げたアメリカンドッグ風スナックで、阿部蒲鉾店のロングセラー商品である。また商標登録もされている。（登録・第5803657号）（後述）

## 概要
1985年、宮城県仙台市にある阿部蒲鉾店が「第1回 仙台・青葉まつり」に合わせて販売を始め、94年から本店で通年販売を開始。地元だけでなく、観光客の間でも定番の商品となり、多い日には4000本売れる仙台名物となった。名前の由来は見た目がひょうたんに見えるからである。
令和4年度の「優良ふるさと食品中央コンクール」では「冷凍ひょうたん揚げ5本入り」が【一般財団法人食品産業センター会長賞】を受賞。

## 商標
ひょうたん揚げの商標登録内容（主要項目）は以下のとおり。
| 登録項目等 | 内容等                                                                                         |
| ---------- | ---------------------------------------------------------------------------------------------- |
| 商標       | ひょうたん揚げ                                                                                 |
| 称呼       | ヒョウタンアゲ,ヒョータンアゲ,ヒョータン                                                       |
| 出願番号   | 商願2015-077190                                                                                |
| 出願日     | 2015年(平成27年)8月11日                                                                        |
| 登録番号   | 第5803657号                                                                                    |
| 登録日     | 2015年(平成27年)10月30日                                                                       |
| 権利者     | 株式会社阿部蒲鉾店                                                                             |
| 役務等区分 | 29類（油で揚げた肉製品，油で揚げた加工水産物，加工野菜及び加工果実（油で揚げたものに限る。）） |